# 卡法謝卡地區
卡法謝卡地區（Keficho Shekicho Zone）是埃塞俄比亞南方各族州的其中一個地區，面積12,739.25平方公里，南面是南奧莫地區，西南面與本奇馬吉地區接壤，西面和北面是奧羅米亞州，東臨北奧莫地區。根據埃塞俄比亞中央統計局2005年的資料，卡法謝卡人口約1,044,033，其中男性514,498人，女性529,535人，9.7%居民住在市區，人口密度為每平方公里81.95人。